# Elytrimitatrix pictipes
Elytrimitatrix pictipes là một loài bọ cánh cứng trong họ Cerambycidae.